# 120 Lachesis
A 120 Lachesis a Naprendszer kisbolygóövében található aszteroida. Alphonse Louis Nicolas Borrelly fedezte fel 1872. április 10-én.